# Зверева, Нина Валентиновна
Нина Валентиновна Зверева (до замужества Абрамова; род. 2 февраля 1949, Петровск) — советская спортсменка, одиннадцатикратная чемпионка СССР, шестикратная чемпионка Европы (1968–1973), двукратный призёр чемпионатов мира (1974, 1977) по академической гребле. Заслуженный мастер спорта СССР (1970).

## Биография
Родилась 2 февраля 1949 года в городе Петровск Саратовской области. В 1967 году переехала в Новгород, где стала заниматься академической греблей в ДСО «Спартак» под руководством Евгения Морозова.
Наиболее значимых результатов добивалась во второй половине 1960-х и первой половине 1970-х годов, когда одиннадцать раз становилась чемпионкой СССР в классах четвёрок и восьмёрок. Одновременно входила в состав сборной страны, шесть раз побеждала на чемпионатах Европы и дважды завоёвывала медали чемпионатов мира. В 1976 году ездила в качестве запасной на Олимпийские игры в Монреале.
После завершения спортивной карьеры работала в городском управлении по физической культуре и спорту Великого Новгорода. В октябре 2013 года приняла участие в эстафете олимпийского огня «Сочи 2014».